# NGC 448
NGC 448 là một thiên hà dạng hạt đậu loại S0 ^ - (cạnh trên) nằm ở khoảng 27.120 ± 7.246 Mpc (88.450 ± 23.630 Mly)               đi trong chòm sao Kình Ngư. Nó được phát hiện vào ngày 2 tháng 9 năm 1886 bởi Lewis Swift. Nó được Dreyer mô tả là "khá sáng, rất nhỏ, [và] hơi mở rộng".